# Теория демократического мира
Теория демократического мира (или либеральная демократическая теория, или просто демократический мир) — популярная теория, согласно которой демократические режимы, или в более узкой трактовке либеральные демократические режимы, не воюют друг с другом.

## Предыстория
Впервые в европейской философии общие представления о возможности мирного сосуществования государств были отражены немецким мыслителем и основателем либерально-идеалистической парадигмы в международных отношениях Иммануилом Кантом в трактате «К вечному миру». Тем не менее особый научный интерес к ТДМ возник только в конце XX века. Рудольф Руммель способствовал привлечению внимания к данной теории, впервые опубликовав эмпирические данные в поддержку ТДМ.

## Влияние на политику в мире
С приходом к власти 1-й администрации Билла Клинтона теория демократического мира приобрела статус аксиомы во внешней политике США, не затронув внутреннюю. Высокая степень приверженности к данной концепции побудила её апологетов заявить, что она «приобрела статус закона в общественных науках».
Эта теория является одной из ключевых предпосылок построения доктрины внешней политики США. Так, президенты, представляющие обе доминирующие политические партии, высказывались в поддержку этой теории. В одной из речей демократа Клинтона:

Безусловно, наилучшей стратегией для обеспечения безопасности и для построения прочного мира, является поддержка распространения демократии по всему миру. Демократии не нападают друг на друга.
Оригинальный текст (англ.)Ultimately, the best strategy to ensure our security and to build a durable peace is to support the advance of democracy elsewhere. Democracies don't attack each other.
— 
Республиканец Джордж Буш-младший после встречи с премьером Великобритании Тони Блэром:

Причиной, по которой я так сильно ратую за демократию, является то, что демократии не вступают в войну друг с другом. Причина в том, что люди из большинства демократических обществ не любят войну, они понимают, что значит война… Я верю в то, что демократия может обеспечить мир. И поэтому так сильно верю в то, что наш путь на Ближнем и Среднем Востоке — это распространение демократии.
Оригинальный текст (англ.)And the reason why I'm so strong on democracy is democracies don't go to war with each other. And the reason why is the people of most societies don't like war, and they understand what war means.... I've got great faith in democracies to promote peace. And that's why I'm such a strong believer that the way forward in the Middle East, the broader Middle East, is to promote democracy.
— 
Также в поддержку этой теории высказывался и Тони Блэр в одиночку.

## Теория
Сторонники либерализма убеждены в том, что их ценностям свойственны терпимость и универсальный характер. Главными интересами индивида являются самосохранение и материальное благополучие. Таким образом, согласно своим вполне эгоистичным интересам, люди должны прекратить насилие и начать сотрудничать. Либеральные идеи заложили фундамент для либеральной идеологии, которая дифференциируют государства по форме правления.
В процессе совершенствования теории её приверженцы видоизменили основной постулат ТДМ (демократии не воюют друг с другом) на утверждение «войны между демократическими государствами менее вероятны». Эта поправка привлекла внимание критиков, которые подняли вопрос о возможности конкуренции между демократиями, если одна из них будет претендовать на своё усиление в ущерб интересам США.
В своей статье The Study of Democratic Peace and Progress in International Relations Чернофф провел методологическое исследование и пришел к выводу: на современном этапе развития науки либерально-демократический постулат о том, что два демократических государства по отношению друг к другу будут более миролюбивыми, чем любая другая комбинация государств с другими формами правления, является общепризнанным.
Существует три типа доказательств ТДМ: институциональный, нормативный, касающийся экономической взаимозависимости.

### Институциональный подход
Для государства с либерально-демократическим режимом характерны разделение ветвей власти, институты представительства интересов граждан, наличие развитого института гражданского общества, которые налагают ограничения на принятие решений и корректируют преференции правительства. Лидеры данного типа государств не в состоянии пойти против мнения наиболее распространённых настроений избирателей, если они хотят быть вновь избраны на свой пост. В случае если лидеры все же пойдут на риск и развяжут войну, то они будут стараться во что бы то ни стало выиграть её, так как политический просчет или неудача будут влиять на их рейтинги, следовательно, на шансы переизбрания.

### Нормативный подход
Сторонники ТДМ свидетельствуют, что демократические государства — рациональные, предсказуемые участники международных отношений, которым можно доверять. Демократии воспринимают друг друга как миролюбивые государства. Для того, чтобы государство признали демократическим, требуется соответствующее восприятие его со стороны соседей с демократической формой правления.

### Экономическая взаимозависимость
Рыночная либеральная экономика демократических государств и торговля между ними способствуют укреплению доверительных отношений и взаимопонимания. Согласно теории, торгово-финансовые связи являются взаимовыгодными для участников, а войны приводят к прекращению сделок и, таким образом, обнищанию населения, которое избиратели не могут сами себе желать. Богатые страны рассматриваются как менее враждебные, так как в случае войны им есть что терять. Сторонники ТДМ активно продвигают создание новых и расширение существующих финансово-экономических и торговых международных организаций (например, ВТО, Международный валютный фонд), чтобы добиться наибольшей взаимозависимости между странами-участницами. Тесная экономическая взаимозависимость препятствует развязыванию войн.

## Критика
Опрос среди высокопоставленных чиновников США, отвечающих за внешнюю политику и безопасность страны, проведённый в начале XXI века, показал, что они не верят в полезность этой теории. Так, чем важнее были посты чиновников, тем меньше они ценили (или знали про) теорию демократического мира, но тем больше они знали и ценили структурный реализм — теорию, противоположную теории демократического мира.

### Реалисты
- Подвергают критике эмпирическую основу ТДМ. Например, 1815—1850 гг. был периодом стабильности в Европе, но он поддерживался Священным союзом (Россия, Австрия, Пруссия), то есть группой недемократических (монархических) стран. Отрицая миролюбивость между демократиями, реалисты приводят примеры, когда демократические страны намеренно, в соответствии с их военными или экономическими интересами, добивались эскалации внутренней ситуации в демократических странах (например, свержение леводемократических режимов (Чили (1973 г.), Иран (начало 1950-х), Индонезия (середина 1960-х)) в целях сдерживания советского влияния)[15], а также эскалации напряженности между собой (угроза британской интервенции в США 1861 г., Венесуэльский кризис между Великобританией и США 1895—1896 гг., кризис вокруг Фашоды между Францией и Великобританией, Рурский кризис между Францией и Веймарской республикой 1923 г.)
- Констатируют, что экономические, политические, военные потенциалы демократических стран не одинаковы, что провоцирует соперничество между ними, борьбу за контроль над источниками сырья, оказание давления друг на друга[16]. Более сильные демократии использовали это в своих интересах и пытались подчинить себе более слабых, провоцируя разногласия, которые чуть ли не перерастали в вооружённые столкновения[17]. Кроме того, экономическая взаимозависимость демократических стран не равномерно распределена между участниками.
- Подвергается критике поведение государств, где недавно произошла демократизация. Реалисты обращают внимание, что такой тип стран проявляет большую агрессию, чем недемократические и доказывают, что это неизбежно[18]. Напротив, реалисты отмечают, что недемократические государства вполне способны быть миролюбивыми. Например, страны бывшего социалистического лагеря во второй половине XX века, где пресекались национализм и реваншистские настроения по отношению друг к другу, были вполне миролюбивы. К тому же, СССР наблюдал за единством социалистического блока.
- Выявление проблем причинно-следственной связи. Указываются исторические примеры (например, войны за колонии), которые противоречат постулату о миролюбии демократических стран, но подтверждают, что ради своих интересов они готовы пойти на попрание либерально-демократических ценностей. Также реалисты учитывают фактор территориального положения и его влияния на характер внешней политики: чем безопаснее окружение, тем более непредсказуемо внешнеполитическое поведение государств[17].
- Подвергается сомнению аргумент о том, что само политическое и гражданское устройство демократических режимов ограничивает поведение их правительств. Противники ТДМ обращают внимание на то, что авторитарные лидеры также склонны трезво оценивать свои шансы перед тем, как развязать войну, так как в случае поражения они лишатся не только власти, но и жизни. Между тем общественность в демократических странах часто мыслит нерационально и, таким образом, становится объектом воздействия со стороны популистов и заинтересованных в войне групп[18].
- Реалисты подвергают сомнению то, что государства будут думать о том, как их действия скажутся на совместной выгоде в случае, когда риски высоки, напротив, по мнению реалистов, они будут обеспокоены вопросом — кто получит больше[19].

### Конструктивисты
- Существенным аспектом критики конструктивистов является пренебрежение социокультурным контекстом. Они выдвигают тезис о том, что интересы заданы социально, а не интеллектуально[20]. Так как ТДМ и само понятие о демократии было сформулировано в западной социально-политической среде, то они отражают интересы западных политологов и лидеров западных стран, следовательно, демократические ценности не универсальны. Таким образом, конструктивисты отрицают возможность гармоничного внедрения демократии в отрыве от исторической обусловленности. По их мнению, принудительная демократизация лишь усугубляет ситуацию в регионе. Примером могут являться бывшие страны социалистического лагеря.
- Обращают внимание на значение термина «война» и «мир». Под «войной» теперь подразумевается не только вооружённые конфликты, но и скрытые войны, поддерживаемые демократическими государствами посредством поставок вооружения и т. д. (например, помощь спецслужб США талибам в Афганистане 1993—1997 гг.).
- Критика попыток сторонников ТДМ экстраполировать представления о современной «демократии» на явления в ретроспективе. Конструктивисты демонстрируют эволюцию понятия «демократия» в течение истории США. В начале XX века в США либерально настроенные политики не видели противоречия между принципами демократии и бесправностью чернокожего населения или тем, что Сенат США избирался не прямым голосованием.
- Конструктивисты также считают, что демократии не являются сами по себе миролюбивыми. Отрицание какого-либо детерминизма и заострение внимания на мировоззрении лиц политического процесса[21]. Либерально-демократические нормы не способны оказывать влияние на главу государства, в случае если они им не разделяются. Лица, принимающие решения, вносят свою интерпретацию существующим нормам[22]. Следовательно, демократические государства не застрахованы от случаев прихода к власти агрессивных и фанатично настроенных лиц. К тому же всегда есть вероятность смены демократического строя на авторитарный[23].
- «Демократия» — это символ, проводящий разграничительную линию между «своим» и «чужим»[24], что является этноцентризмом и дискриминацией других народов.
- Конструктивисты показывают, что раз демократии между собой менее воинственны, это совсем не значит, что между демократическими и недемократическими странами будет то же самое. Наоборот, они предполагают большую агрессивность первых по отношению ко вторым[25]. К тому же указывается на то, что демократические страны не имеют четкого понимания какие государства авторитарные, а какие демократические. Например, США меняли несколько раз свое мнение о характере гитлеровского режима.

### Либералы
Некоторые либералы критикуют ТДМ в основном на том основании, что изменилось «качество демократии». В мире происходит видоизменение современных демократий на олигархические. Например, арабо-израильская война 1967 г., израильская интервенция в Ливан 1982 г. не могут рассматриваться как оборонительные, и поэтому не совсем соответствуют духу демократических государств.